# المغامرون الخمسة (مسلسل)
المغامرون الخمسة هو مسلسل تلفزيوني مصري عُرض أول مرة سنة 1972، من بطولة صلاح ذو الفقار، عن سلسلة المغامرون الخمسة القصصية للمؤلف محمود سالم، ومن إخراج محمد نبيه.

## طاقم التمثيل
- صلاح ذو الفقار
- زيزي مصطفي
- سمير ولي الدين
- نسرين نور الدين
- أشرف شوقي
- نادر نور الدين
- هشام نشأت
- رشا خضر

## وصلات خارجية
- المغامرون الخمسة على موقع قاعدة بيانات الأفلام العربية